# GIMP
GIMP (GNU Image Manipulation Program) is een grafisch programma voor digitale beeldbewerking, o.a. het bewerken van foto's, op de computer.

## Platforms
Het programma is beschikbaar voor Windows, macOS, Linux, BSD, OS/2 en Unix. De ontwikkelaars van GIMP hebben hun eigen GUI-toolkit ontwikkeld die ze GTK+ hebben genoemd waardoor het programma eenvoudig voor verschillende systemen geschikt kan worden gemaakt.

## Kenmerken en mogelijkheden
Naast ondersteuning voor filters en onder andere plug-ins, maskers en laageffecten maakt de scripting-engine dat de gebruikers met een klein beetje programmeeraanleg zelf de functionaliteit van GIMP kunnen uitbreiden. Daarnaast kan GIMP onder andere van afstand ingezet worden om afbeeldingen (eventueel meerdere tegelijk) te maken of te bewerken.
GIMP is zogeheten vrije software, uitgebracht onder de GNU General Public License (GPL).
Door de aanwezige functionaliteit, de uitbreidbaarheid en de vrije licentie is GIMP uitgegroeid tot een uitgebreid pakket dat met commerciële programma's als Adobe Photoshop vergeleken wordt.
Doordat het programmaonderdeel dat uitrekent hoe de onderdelen van een afbeelding uiteindelijk worden afgebeeld, de zogenaamde render-engine, voor iedereen toegankelijk is, worden door wetenschappers ontwikkelde nieuwe vindingen vaak eerst in GIMP gebouwd, voordat deze hun weg vinden naar andere toepassingen. Technieken die met GIMP worden ontwikkeld, vinden echter niet per se hun weg naar GIMP, omdat deze bijvoorbeeld voor een (te) specifiek doel zijn bedacht. GIMP wordt onder andere in de filmindustrie gebruikt, waar de specifieke wensen hebben geleid tot een nieuw product op basis van GIMP: CinePaint. Beide programma's worden ingezet bij producties als bijvoorbeeld Harry Potter en Looney Tunes.
Dit alles zorgt ervoor dat GIMP een programma is dat uitermate geschikt is voor designers, tekenaars, kunstenaars, voor wetenschappelijke toepassingen, voor filmproducties en voor het bewerken van foto's (bijvoorbeeld voor het web). Gebruikers die afbeeldingen voor drukwerk voorbereiden (het prepresstraject), zullen vooralsnog toch over Adobe Photoshop willen beschikken onder andere omdat GIMP niet over CMYK-functionaliteit beschikt.
Het programma beschikt over dockable dialoogvensters. Dat wil zeggen dat de dialoogvensters van het programma op elke gewenste plaats in het programmavenster vastgezet kunnen worden.
GIMP ondersteunt diverse bestandsformaten, naast het eigen standaard-bestandsformaat XCF.

## Geschiedenis
Op 29 juli 1995 werd door Peter Mattis The GIMP aangekondigd en op 21 november van dat jaar werd er een eerste bètaversie aangekondigd, maar de eerste publieke bètaversie (0.54) kwam uit op 15 februari 1996. Deze bètaversies zaten echter vol met crashes en waren afhankelijk van Motif. In deze tijd stond The GIMP voor de The General Image Manipulation Program.
Omdat Mattis niet tevreden was met Motif, besloot hij om een eigen toolkit te ontwikkelen, genaamd de Gimp Tool Kit, afgekort GTK. GTK zal zich uiteindelijk verder ontwikkelen tot een veelgebruikte toolkit, waaronder die voor de desktopomgeving GNOME. Ook werd de naam veranderd in GNU Image Manipulation Program, afgekort GIMP, dus zonder "The". Na nog enkele ontwikkelversies kwam uiteindelijk op 3 juni 1998 de eerste stabiele versie (1.0.0) uit.
| Versie | Datum vrijgave    | Bijzonderheden |
| ------ | ----------------- | --- |
| 1.0.0  | 3 juni 1998       | |
| 1.2.0  | 25 december 2000  | |
| 2.0.0  | 23 maart 2004     | |
| 2.2.0  | 19 december 2004  | |
| 2.4.0  | 24 oktober 2007   | |
| 2.6.0  | 30 september 2008 | |
| 2.8.0  | 2 mei 2012        | Nieuw was onder meer de eenvenstermodus, waardoor het overzicht tussen verschillende gereedschappen bewaard blijft. |
| 2.10.0 | 27 april 2018     | |